# مارمولک شاخدار شاهانه

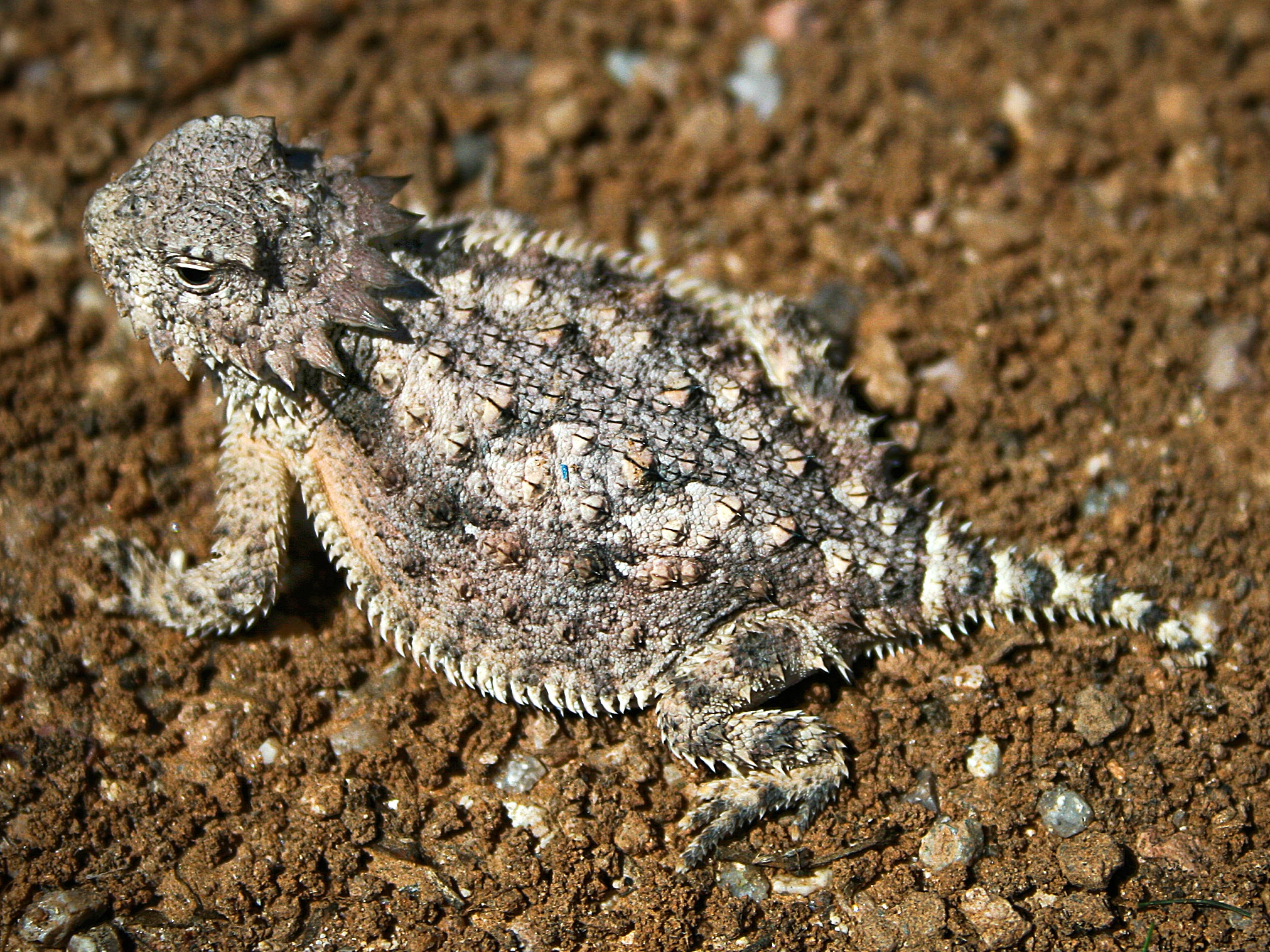
مارمولک شاخدار سلطنتی

مارمولک شاخدار شاهانه (نام علمی: Phrynosoma solare)، یک گونه مارمولک شاخدار بومی مکزیک و جنوب غربی ایالات متحده است.